# Битва при Ларгсе
Битва при Ларгсе (англ. Largs) — одно из важнейших сражений в истории ранне-средневековой Шотландии между королём Норвегии Хоконом IV Старым и шотландскими войсками, произошедшее 2 октября 1263 года. Несмотря на то, что исход сражения не выявил явного превосходства ни одной из сторон, в долгосрочной перспективе Шотландия оказалась в выигрыше, присоединив по результатам битвы Гебридские острова.

## Предпосылки конфликта
С начала XIII века между Шотландией и Норвегией развернулась острая борьба за власть над Гебридскими островами и западным побережьем Шотландии. Эта территория принадлежала гэльскому королевству Островов, правители которого признавали сюзеренитет норвежского короля. Однако укрепившиеся шотландское государство не оставляло попыток подчинить себе Гебриды и Аргайл. В 1221 и 1249 годах король Шотландии Александр II предпринял несколько походов на западное побережье, в результате которых часть аристократии королевства Островов начала ориентироваться на Шотландию.
Его преемник, Александр III, в 1262 году атаковал остров Скай, принадлежавший норвежскому вассалу королю Мэна. В ответ Хокон IV, король Норвегии, собрал мощный флот («крупнейший из когда-либо покидавших норвежские порты», согласно исландским хронистам) и двинулся к западному берегу Шотландии.
Прибыв летом 1263 года на Гебридские острова, Хокон IV заручился поддержкой короля Мэна Магнуса и короля Гебридов Дугала III. Лишь правитель Аргайла, Юэн Макдугалл, отказался присоединиться к норвежцам и занял выжидательную позицию. Норвежские силы на Гебридах насчитывали, по современным оценкам, около 120 судов, то есть 12 — 20 тысяч воинов. Норвежцы разорили Кинтайр, захватили Бьют и вторглись в Леннокс. На острове Арран начались шотландско-норвежские переговоры об условиях прекращения военных действий, которые, однако, не привели ни к какому результату.

## Ход битвы

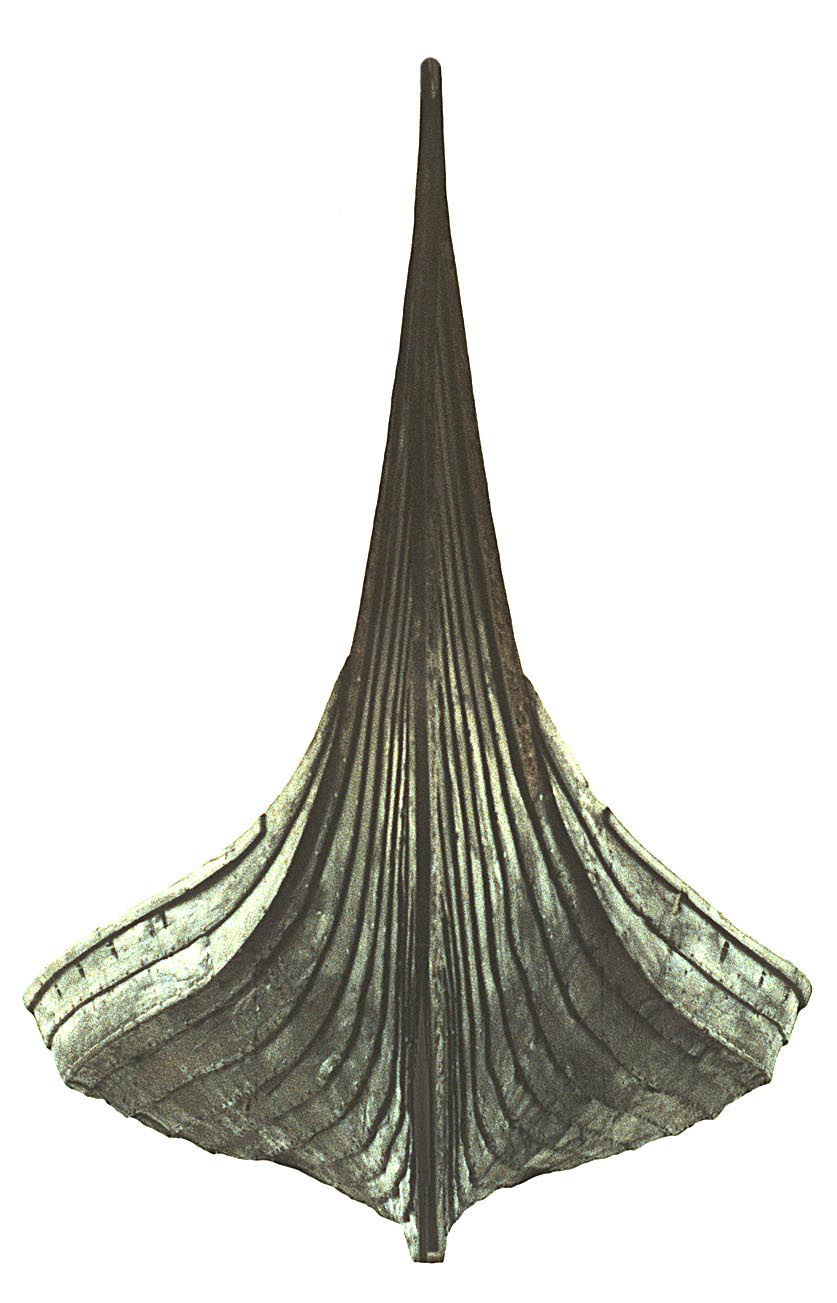
Классическая норвежская ладья

После провала переговоров норвежский флот двинулся к побережью Эйршира. Однако в ночь с 30 сентября на 1 октября разыгрался шторм, который повредил норвежские суда и выбросил на берег несколько из них. Команда потерпевших крушение кораблей была немедленно атакована небольшим шотландским отрядом, охраняющим побережье. Шотландцы держались на почтительном расстоянии, предпочитая огонь стрел рукопашной схватке с викингами. Когда подоспело норвежское подкрепление, шотландский отряд отступил.
2 октября на берег высадился отряд Хокона IV, стремясь, очевидно, обеспечить охрану ремонта судов. Всего с кораблей сошло около 800—1000 викингов. В то же время к месту высадки подошла крупная (около 8 тысяч человек) шотландская армия, в составе которой было около 500 рыцарей. Во главе шотландского войска, вероятно, стоял Александр Стюарт. Таким образом, если цифры, приведённые в «Саге о Хоконе» верны, перевес шотландцев над норвежцами был подавляющим: почти десятикратным. Шотландская армия пошла в атаку и вынудила норвежцев во главе с королём Хоконом IV отступить на корабли.
Тем не менее победа не была окончательной: уже на следующее утро Хокон IV перегруппировал свои силы и беспрепятственно высадился на берег, чтобы забрать тела павших викингов и сжечь выброшенные корабли.
Очевидно, что в сражении не принимали участие ни основные норвежские силы, остававшиеся на кораблях недалеко от побережья, ни шотландская кавалерия. Фактически битва при Ларгсе была лишь небольшой стычкой, не принесшей решительной победы ни одной из сторон.

## Значение сражения при Ларгсе

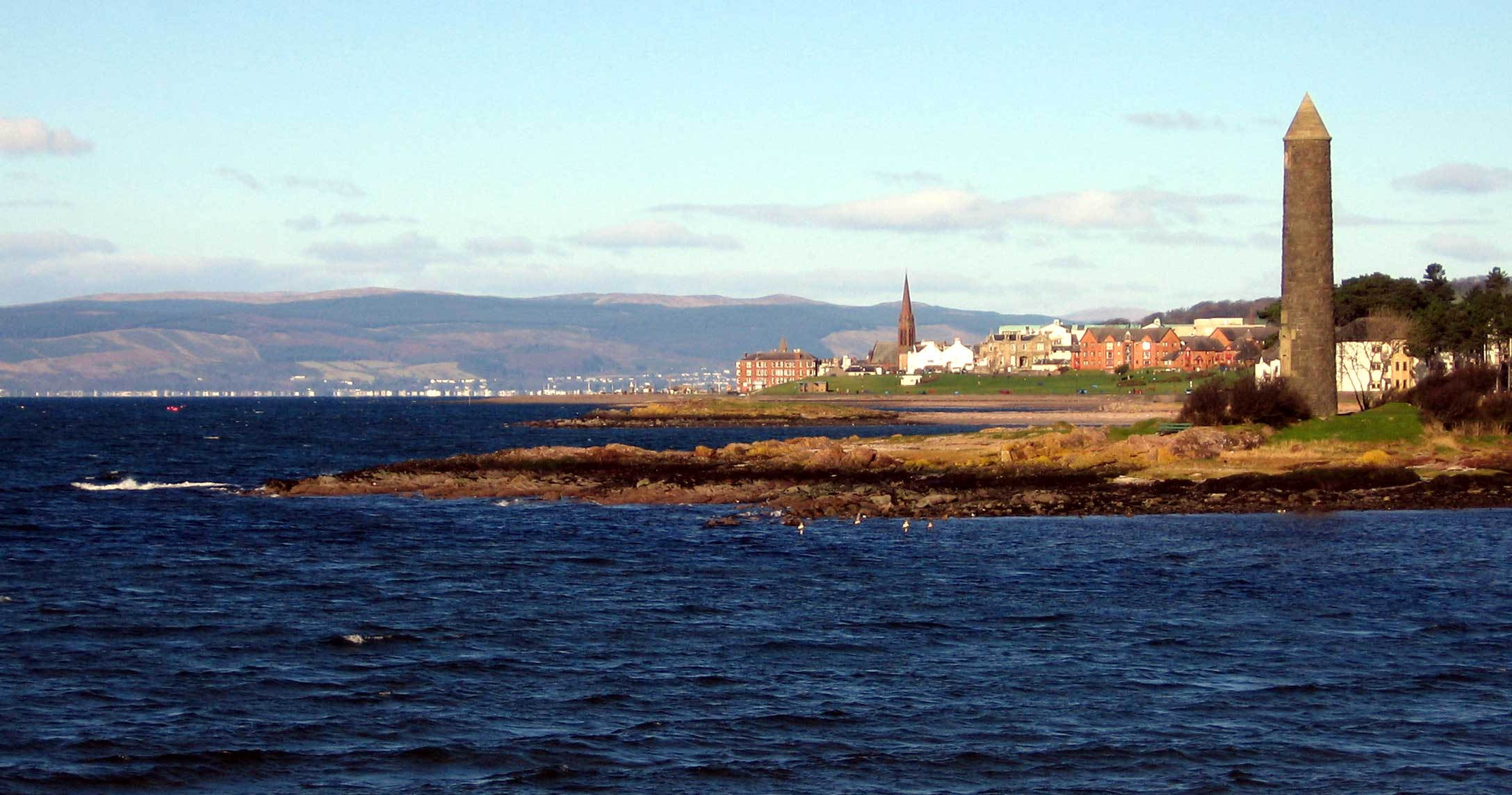
«Карандаш»: монумент в честь битвы при Ларгсе

Несмотря на неопределённость исхода сражения, битва при Ларгсе сыграла важную роль в истории Шотландии. Получив отпор, Хокон IV, вероятно испытывающий нехватку продовольствия, вернулся на Оркнейские острова, где 15 декабря 1263 года скончался. Норвежский флот вернулся на родину. Уже на следующий год шотландская армия короля Александра III вторглась в Аргайл и на Гебридские острова, заставив их правителей признать власть Шотландии. В 1265 году начались шотландско-норвежские переговоры, завершившиеся 1266 году подписанием Пертского договора, в соответствии с условиями которого Норвегия уступила Гебриды Шотландии.
Таким образом, в результате битвы при Ларгсе шотландское королевство смогло присоединить обширные территории западного побережья и Островов, завершив объединение шотландских земель. Вхождение Гебридов в состав Шотландии привело, с одной стороны, к росту значения гэльской составляющей шотландской этно-культурной общности, а с другой, — способствовало завершению феодализации западных регионов страны.
В память о битве при Ларгсе на месте сражения установлен обелиск в форме традиционной гэльско-ирландской круглой башни, получивший неофициальное название «Карандаш» (англ. the Pencil).